# 俘虜 (邰正宵EP)
《俘虜》是香港、台灣歌手邰正宵的第七張EP，在1997年推出，這是只限於台灣電台播放的試聽碟，僅收錄了《俘虜》專輯的主打歌以作派台用，因此發行量不多。

## 曲目
| 曲序                                                        | 曲名     | 曲            | 詞     | 編曲       | 附註       |
| 01                                                          | 俘虜     | 方文良        | 姚若龍 |            | 第一主打歌 |
| 02                                                          | 情人一場 | 邰正宵 方文良 | 姚若龍 | 洪敬堯     | 第三主打歌 |
| 03                                                          | 圈套     | 邰正宵        | 黃桂蘭 | 屠穎       | 第二主打歌 |
| 04                                                          | 鏡子     | 陳志偉        | 唐玉璇 | Joshua Wan | 第四主打歌 |
| 第5到第8首、第9到第12首及第12到第16首是重複第1到第4首的曲目 |          |               |        |            |            |

## 唱片版本
- CD版